# Federació Txadiana de Futbol Associació
La Federació Txadiana de Futbol Associació (FTFA) —en francès: Fédération Tchadienne de Football Association— és la institució que regeix el futbol al Txad. Agrupa tots els clubs de futbol del país i es fa càrrec de l'organització de la Lliga txadiana de futbol i la Copa. També és titular de la Selecció de futbol del Txad absoluta i les de les altres categories.
Va ser formada el 1962.
- Afiliació a la FIFA: 1964
- Afiliació a la CAF: 1964